# C/1907 L2 (Daniel)
C/1907 L2 (Daniel) est une comète à longue période qui met 8753 ans pour faire le tour du Soleil.
Elle a été découverte par Zaccheus Daniel en 9 juin 1907,.